# Слађа Алегро
Слађана Драгаш (дев. Вујичић; Београд, 28. јун 1979), позната као Слађа Алегро (изв. Sladja/Slađa Allegro), српска је поп-фолк певачица. Постала је позната након наступа с бендом Френки (1999), те као чланица групе Алегро (од 2001).

## Биографија
Рођена је 29. јуна 1979. године у Београду (Обреновац). Одрасла је с млађом сестром Сандром и браћом, а време је проводила с баком и деком јер су јој родитељи много радили. Лета је проводила на селу код Лајковца.

### Образовање и музичка каријера
Одрасла је у музичкој породици; бака и мама су певале у хору, а тата свирао хармонику. Основну и средњу школу (гимназију) завршила је у родном Обреновцу; уписала је и Вишу пословну школу, али  ју је напустила због музике.
Од четврте године је ишла на фолклор; овиме се бавила 13 година, када је и упознала чланове бенда Алегро који ће касније (2001) с њима и да оснује — након наступања с бендом Френки (1999). Гитариста Божа је свирао виолину, а Шаран је био бубњар и играч у фолклору; Слађа је певала и играла у КУД-у до 1999. године.
Френки
Френки, оснивач поп-рок бенда Френки (Frenky), познавао је њеног оца и чуо ју је како пева у ресторану. Позвао ју је да постане чланица, што је и била две године; тада је Френки снимао за Сити рекордс и био познат. Снимили су албум Овај свет; Слађа је — између осталих — отпевала песму Остани, коју сама наводи као почетак своје каријере; међу тим првим песмама са групом Френки је и Свети вид. Потом се враћа у родни град.
Алегро
Након позива пријатеља с фолклора да наступа с њима, с Божидаром Божом Поповићем, Сашом Николићем Шараном, Стефаном Павловићем, Светозаром и Владимиром Антићем почиње да пева као вокалиста Алегро (Allegro) бенда у кафићима и клубовима у Обреновцу. Изводили су туђе популарне песме и постали познати у целом Београду; наступали су и ван овог града, уз финансијске тешкоће. Године 2005. изашао је њихов први албум, Песме о нама; песма Живим за то постала је хит. Други албум изашао је 2007: Само једна. Након овога излазе песме Као да нема ме, Носталгија и хит Имендан за који је музику написао Шаран (као за већину осталих песама), а текст Биљана Спасић. Наступају и у дискотекама; бенд постаје све познатији... Албум Алегро бенд лајв (2011) садржи и песме Хиљаду зима и На твојој страни. Онда излазе синглови Живот без тебе не живим и мега-хит Нека иде живот (весела летња песма представљала је извесну промену у односу на претходне баладе). Више не наступају на свадбама и прославама јер европско тржиште постаје преокупација. У јуну 2014. изашао је сингл Грешне душе. Албум Алегроманија појавио се 2015. године на тржишту, са неколико спотова. У фебруару 2016. Слађа напушта Алегро и почиње да пева соло; бивши чланови Светозар и Владимир Антић, који су претходно отпуштени из бенда, хтели су да користе име „Алегро” за сопствени бенд, што им је оснивач Божа забранио, а Слађи дозволио да наступа као „Слађа Алегро” и сама; она им је понудила сарадњу, коју су одбили због веће зараде.
Поново је чланица Алегра данас, са саставом вокал Слађана Драгаш, бубњеви Саша Шаран Николић и клавијатуре и вокал Боб Радојевић.
Соло
У сарадњи са Шараном објавила је песму Јелен (2016) на Јутјубу. Након овога, исте године и на исти начин излази и сингл Африка; у споту за потоњу песму се појављује позната личност — Драган Маринковић Маца. Године 2017, са Шараном је објавила ЦД Пројекат за плакање — албум с 15 народних песама посвећен њеном недавно преминулом оцу.

## Приватни живот
Има иза себе један брак, а од средине 2014. живи са супругом — економистом Зораном Драгашем (венчали су се јануара 2016). Године 2015. и 2016. имала је по један спонтани побачај; Године 2017. је трећи пут остала трудна, када отказује наступе ради здравља; јуна 2018. пар је добио ћерку.
Најбоље другарице су Сека Алексић и Миа Борисављевић. Воли животиње.

## Дискографија
- Овај свет (?)
- Песме о нама (2005)
- Само једна (2007)
- Алегро бенд лајв (2011)
- Алегроманија (2015)
- Соба за плакање [лајв] (2017)
- Соба за сећање [лајв] (2019)

Синглови
- Као да нема ме (као Алегро бенд; 2007)
- Носталгија (као Алегро бенд; 2009)
- Имендан (као Алегро бенд; 2009)
- Живот без тебе не живим (са Адилом, као Алегро бенд; 2013)
- Нека иде живот (?)
- Ново време (2013)
- Храбро срце (2014)
- Опа цупа (са Јеленом Марковић, као Алегро бенд; 2014)
- Грешне душе (2014)
- Ватра и киша (2014)
- Јелен (2016)
- Краљица (2016)
- Африка (2016)
- Батаљон (2018)
- И у добру и у злу (2019)
- Из кеца у двојку (2020)
- Свеједно (2020)
- Кућа од злата (2023)

### Спотови
| Спот              | Година | Режисер               |
| ----------------- | ------ | --------------------- |
| Живим за то       | 2007   | —                     |
| Имендан           | 2009   | —                     |
| Нека иде живот    | 2012   | Жељко Цвијетиновић    |
| Храбро срце       | 2014   | Sharan Concept, Toxic |
| Грешне душе       | 2014   | Sharan Concept, Toxic |
| Опа цупа          | 2014   | Sharan Concept, Toxic |
| Африка            | 2016   | Sharan Concept, Toxic |
| Краљица           | 2016   | Sharan Concept        |
| Јелен             | 2016   | Sharan Concept        |
| Батаљон           | 2018   | Looney                |
| И у добру и у злу | 2019   | Саша Николић Шаран    |
| Свеједно          | 2020   | Саша Николић Шаран    |
| Не дам те         | 2020   | Ивица Видановић       |
| Фамилија          | 2021   | Sharan Allegro        |
| Лепи мој          | 2021   | Sharan Allegro        |
| Нервни слом       | 2022   | Sharan Allegro        |
| Бивши мој         | 2022   | Sharan Allegro        |
| Осми дан          | 2023   | Sharan Allegro        |
| Краљица кафане    | 2023   | Sharan Allegro        |
| Кућа од злата     | 2023   | Sharan Allegro        |
| Заспанка          | 2024   | Sharan Allegro        |

ТВ верзије на кавер песме
| Спот                             | Година | Режисер            |
| -------------------------------- | ------ | ------------------ |
| Цветају липе [кавер]             | 2017   | Саша Николић Шаран |
| Јави се, отерај тугу [кавер]     | 2017   | Саша Николић Шаран |
| Са тобом поново [кавер]          | 2017   | Саша Николић Шаран |
| Магија [кавер]                   | 2017   | Саша Николић Шаран |
| Проклет да је овај живот [кавер] | 2017   | Саша Николић Шаран |
| Кажи ми сунце моје [кавер]       | 2017   | Саша Николић Шаран |
| Селе моја [кавер]                | 2017   | Саша Николић Шаран |
| Сватови [кавер]                  | 2017   | Саша Николић Шаран |
| К’о некад у осам [кавер]         | 2017   | Саша Николић Шаран |
| Исплачи се [кавер]               | 2017   | Саша Николић Шаран |
| Све сам стекла сама [кавер]      | 2017   | Саша Николић Шаран |
| Кад за тобом умрем ја [кавер]    | 2017   | Саша Николић Шаран |
| Не куни мајко [кавер]            | 2017   | Саша Николић Шаран |
| Заплакаћу сутра [кавер]          | 2017   | Саша Николић Шаран |
| Ја имам неког [кавер]            | 2019   | Саша Николић Шаран |
| Треба времена [кавер]            | 2019   | Саша Николић Шаран |
| Имендан [кавер]                  | 2019   | Сунај, Банџи       |
| Из кеца у двојку                 | 2020   | Sharan Concept     |